# François Xavier d'Entrecolles
François Xavier d'Entrecolles (Francia, 1664 – Pechino, 2 luglio 1741) è stato un gesuita francese che studiò e rivelò, nel 1712, la composizione ed i segreti di fabbricazione della porcellana cinese bianca e blu.

## Biografia
Nacque in Francia nel 1664, a Lione secondo alcune fonti, o nella diocesi di Limoges secondo altre. Divenne gesuita nel 1682, e partì per la Cina nel 1698. Divenne missionario a Jiangxi, dove fu rapidamente apprezzato per la sua profonda conoscenza della lingua cinese, il suo carattere cordiale, la comprensione dei costumi cinesi ed il suo spirito apostolico.
Il suo ministero lo portò a Jingdezhen, nel cuore della capitale cinese della porcellana, dove effettuò un'indagine sistematica sulla fabbricazione della stessa. Egli rivelò la tecnica di fabbricazione della porcellana cinese bianca e blu, in due lettere divenute celebri. La prima datata 1º settembre 1712 e la seconda del 25 gennaio 1722. Oltre ad inviare le sue due famose lettere, in tutto il XVIII secolo inviò in Francia molti libri illustrati riproducenti le varie fasi della fabbricazione della porcellana bianca e blu..
Fu alla base dell'inizio della produzione di porcellana in Europa assieme a Ehrenfried Walther von Tschirnhaus e Johann Friedrich Böttger.